# Kilden (Frederikshavn Kommune)
 For alternative betydninger, se Kilden. (Se også artikler, som begynder med Kilden)
Kilden er en by i Vendsyssel med 922 indbyggere  (2024) én kilometer fra udkanten af Frederikshavn og fire kilometer fra Frederikshavn centrum. Byen ligger i Frederikshavn Kommune og hører til Region Nordjylland.
Kilden deles i Nye Kilden og Gammel Kilden af Brønderslevvejen. Mange af villaerne i Kilden har udsigt over Kattegat, mens en stor del af ejendomme i Gammel Kilden desuden støder op til de rekreative områder i Vandværksskoven.